# Saltpond
Saltpond – miasto w Ghanie i stolica dystryktu Mfantseman w Regionie Centralnym; 20,1 tys. mieszkańców (2010).
Saltpond Oil Field to najstarsze pole naftowe na morzu Ghany, które zostało odkryte w 1970 roku przez konsorcjum Signal-Amoco. Wydobycie ropy odbywało się do 2016 roku, gdy GNPC publicznie ogłosiło likwidację pola.